# Dijkrecht van Blijham
Het Dijkrecht van het kerspel Blijham was een waterschap in de provincie Groningen, dat in 1851 werd gereglementeerd. De afwatering van Blijham lag sinds de 16e eeuw in handen van een college van dijkrechters, die een gebied bestuurden dat min of meer samenviel met het kerspel Blijham, aangevuld met de buurtschappen Morige en Lutjeloo (die tot de kerspelen Wedde en Vriescheloo behoorden). Het gebied aanvankelijk een afzonderlijke zeesluis (Blijhamsterzijl), die aan het einde van het Pastoriediep in de Pekel A uitmondde. 
Het kerspel Blijham trad in 1636 toe tot het Vierkarspelenzijlvest, waarna de waterafvoer via een duiker of grondpomp onder de Pekel A door werd geleid, om via het Zijlkerdiep '(Wippingediep) en het Beers(t)erdiep naar Beersterzijl (bij Hongerige Wolf) te stromen. Voor de wateraanvoer werd het Lange- of Hekmansdiep (Hekkemansdiep) gegraven. Het Hekmansdiep ontving zijn water uit het Binnen- en het Buitenzijldiep, daarnaast uit de uitwateringen van Morige en Lutjeloo.
Sinds het begin van de 19e eeuw zorgde een aantal poldermolens voor een betere ontwatering. In 1804 werden twee grote poldermolens bij Winschoterzijl gebouwd, die het water opvoerden naar de duiker onder de Pekel A. Ze werden in 1899 vervangen door een elektrisch gemaal. In 1834 volgde een poldermolen bij Draaierij, die via een toevoerkanaal met de duiker in verbinding stond. Ten slotte verrees in 1856 de poldermolen David, die het water van de Garelanden aanvoerde. Deze molen stond tegenover de molen Goliath, aan de overzijde van de Pekel A .
De Garelanden en de Lange Meen vielen oorspronkelijk onder het kerspel en het dijkrecht van Winschoten en waterden via het Garediep uit op een klief (klepsluis) naar de Pekel A. Sinds 1636 betaalden ze zijlschot in Blijham. Later maakten ze tevens gebruik van een grondpomp onder de Pekel A die in verbinding stond met de Hoofdwatering en de Groote Watering te WInschoten, waarvan het water sinds 1803 via twee poldermolens te Winschoter Oostereinde in het Beersterdiep werd geleid. De Garelanden maakten zich in 1853/54 los van Winschoten en traden toen alsnog toe tot het dijkrecht van Blijham.
Het dijkrecht bestond in 1851 uit drie delen die ieder een bestuurder leverden: 
1. van De Heemen tot de kerspelschool
2. van de school tot de Vennekesloot (Veensloot)
3. van de Vennekesloot tot de Schrokkelkamp (Oude Pekela).

Het dijkrecht trad in 1864 toe tot het waterschap Reiderland en vormde daarin voortaan de vierde afdeling.